# Myra Marx Ferree
Myra Marx Ferree (née le 10 octobre 1949) est professeure de sociologie et directrice du Centre d'études allemandes et européennes de l'université du Wisconsin-Madison. Elle écrit écrit de nombreux articles sur les organisations et la politique féministes aux États-Unis en Allemagne et au niveau international, sur les inégalités de genre dans les familles, l'inclusion du genre dans la théorie et la pratique sociologiques et les intersections du genre avec la classe et la race.

## Biographie
Myra Marx Ferree est née le 10 octobre 1949 à Morristown, dans le New Jersey. Elle fait des études à l'Université de Hambourg de 1969 à 1970  puis obtient un Bachelor of Arts au Collège Bryn Mawr en 1976. 
Elle obtient ensuite un doctorat en psychologie sociale et relations sociales à l'Université de Harvard en 1976.
En 1975-1976, elle est associée de recherche principale au Boston College, puis professeure de sociologie et d'études sur les femmes à l'Université du Connecticut. Elle est la directrice du programme d'études sur les femmes de cette université de 1985 à 1987. 
Elle est professeure invitée dans plusieurs universités dans le monde : en 1985 à l'Université de Francfort, en 1993, à l'Université Flinders en Australie et en 2004, à l'Université de la Ruhr à Bochum. 
Myra Marx Ferree termine sa carrière comme professeure de sociologie et directrice du Centre d'études allemandes et européennes de l'université du Wisconsin-Madison. 
Elle a écrit de nombreux articles sur les organisations féministes et la politique aux États-Unis et en Allemagne, ainsi que sur l'inégalité entre les sexes dans les familles, la prise en compte du genre dans les intersections de la théorie sociologique. 
Elle a été vice-présidente de l'Association américaine de sociologie et rédactrice en chef adjointe de sa principale publication, American Sociological Review. Ses travaux actuels portent sur des comparaisons entre le mouvement des femmes en Allemagne et aux États-Unis et l'élaboration de politiques de genre depuis 1960, en plus du développement des identités féministes transnationales des organisations de femmes. 
Elle est pensionnée depuis 2018.

## Distinctions
- 1990 : German Marshall Fund fellowship
- 2004 : prix Jessie Bernard (la plus haute distinction de la sociologie du genre) en 2004[5]
- 2005 : Berlin Prize fellow à l'American Academy à Berlin[6]
- 2013 : Victoria Schuck Award en 2013 décerné par l'American Political Science Association[7]

## Publications
- (en) Avec Aili Mari Tripp, Global Feminism: Transnational Women's Activism, Organizing, and Human Rights, New York : New York University Press, 2006
- (en) Avec William Anthony Gamson, Jürgen Gerhards, Dieter Rucht, Shaping Abortion Discourse: Democracy and the Public Sphere in Germany and the United States, Cambridge University Press, 2001
- (en) Avec Beth Hess, Controversy and Coalition: The New Feminist Movement Across Four Decades of Change, Routledge Press, 1995
- (en) Avec Judith Lorber et Beth Hess, Revisioning Gender, Alta Mira Press, 1998
- (en) Avec Patricia Yancey Martin, Feminist Organizations: Harvest of the New Women's Movement, Temple University Press, 1995
- (en) Varieties of Feminism, German Gender Politics in Global Perspective, 2012  (ISBN 9780804757607)
- (en) avec Lisa Wade, Gender, Ideas, Interactions, Institutions, 2018, 512 p.  (ISBN 978-0-393-67428-6)